# Pfarr- und Wallfahrtskirche Unterfrauenhaid

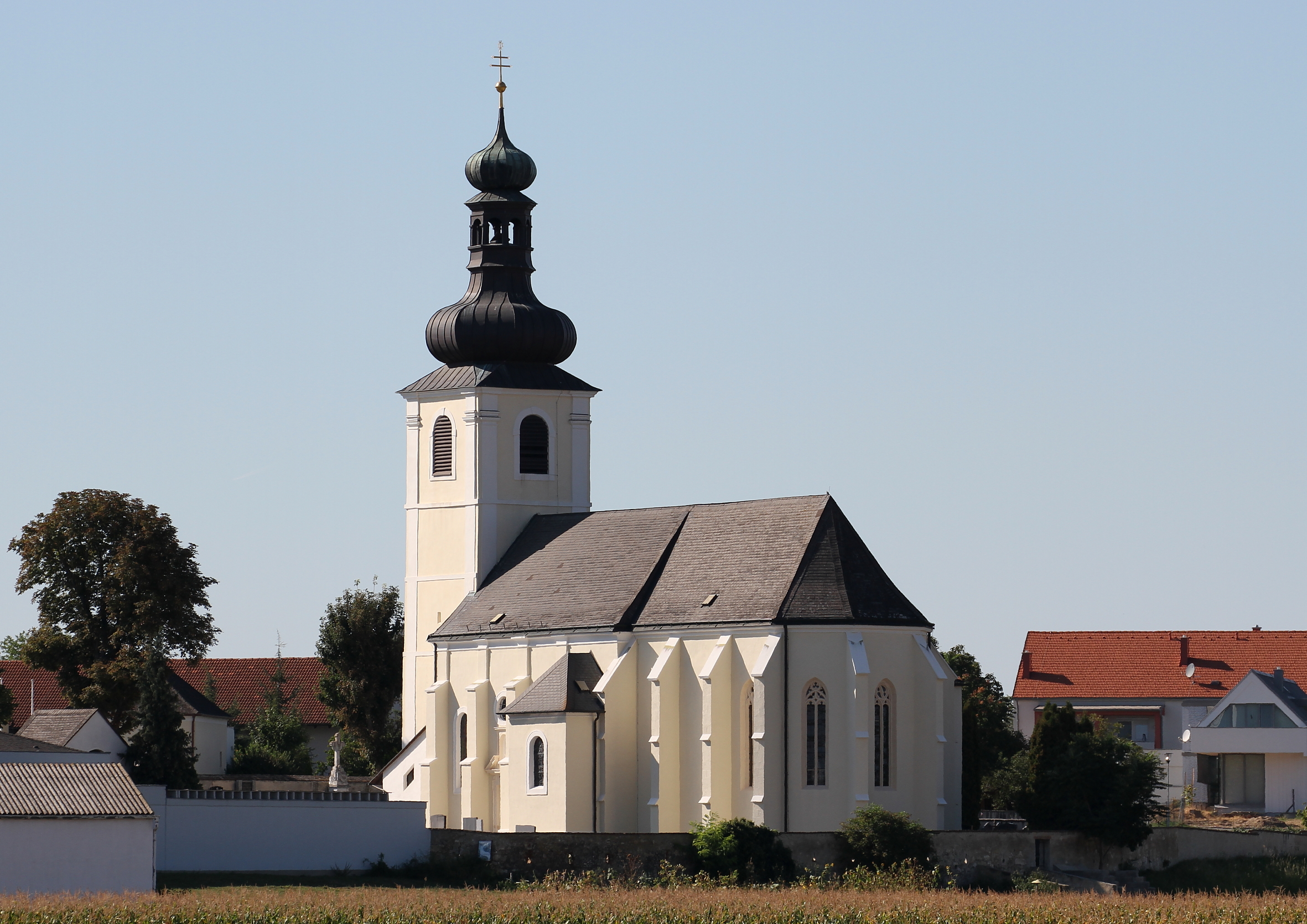
Kath. Pfarr- und Wallfahrtskirche Mariä Himmelfahrt in Unterfrauenhaid

Die Pfarr- und Wallfahrtskirche Unterfrauenhaid steht am nördlichen Ortsende in der Marktgemeinde Unterfrauenhaid im Burgenland. Die Wallfahrtskirche Mariä Himmelfahrt gehört zum Dekanat Deutschkreutz in der Diözese Eisenstadt. Die Pfarrkirche steht unter Denkmalschutz.

## Geschichte
Ein Wallfahrtsort wurde 1222 urkundlich genannt. Der Ort wurde 1529 durch die Türken zerstört und danach mit Kroaten neu besiedelt. Der gotische Kirchenbau wurde 1456 urkundlich genannt. Die Kirche wurde zwei Jahrhunderte später (1660) barock umgestaltet.

## Architektur
Der Kirchenbau innerhalb einer bewehrten Friedhofsmauer mit einem Achsknick zwischen Langhaus und Chor steht wohl auf romanischen Fundamenten. Den Eingang bildet ein spitzbogiges Portal im mehrgeschoßigen und von einer gebauchten Zwiebelhaube mit Laterne bekrönten Westturm. Die Außenwände des Langhauses und der Apsis werden durch abgetreppte Strebepfeiler gestützt. Das Südportal mit Sprenggiebel aus dem 17. Jahrhundert trägt in einer Nische eine Holzfigur der ‚Unbefleckten Empfängnis‘ (Immaculata) aus dem 18. Jahrhundert. Zu beiden Seiten wurden barocke Seitenkapellen angebaut. Am eingezogenen Chor mit 5/8-Schluss sind auch Strebepfeiler. Die gotischen Apsisfenster sind vermauert. An der Nordseite des Chores ist die Sakristei mit einem Oratorium.
Die Turmvorhalle hat ein spätgotisches Sternrippengewölbe. Das vierjochige Kirchenschiff unter einem Tonnengewölbe hat kurze Stichkappen und eine Empore über einem Kreuzgratgewölbe, die Emporenbrüstung ruht auf zwei toskanischen Säulen. Am breiten rundbogigen Triumphbogen zum Chor sind Teile der gotischen Profilierung erhalten. Das Netzgewölbe des Chorbereichs ruht auf kapitelllosen Runddiensten.
Es gibt Wandbilder in gemalten Rahmen nach dem Marienleben nach Albrecht Dürer vom Maler J. Höfler (1947).

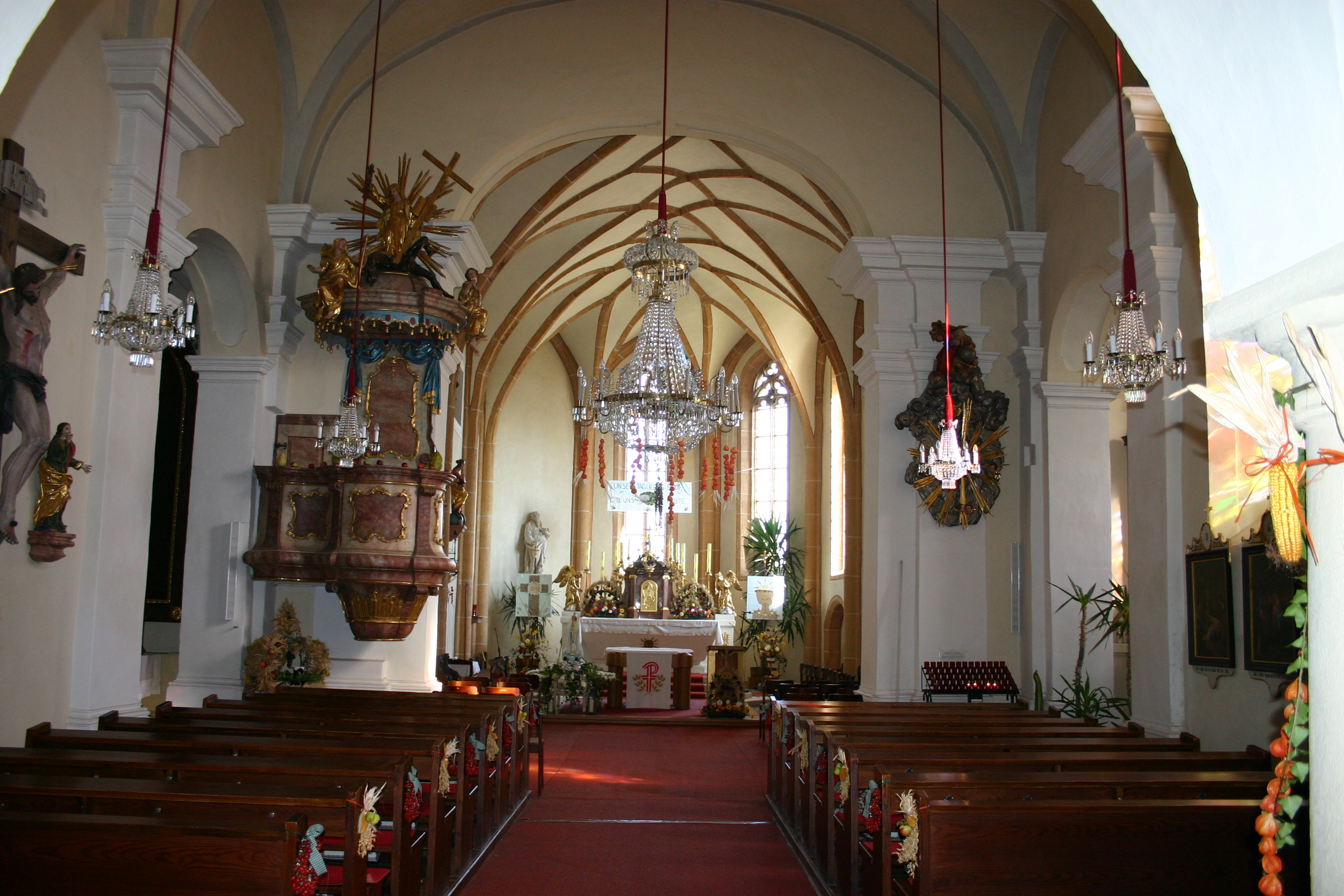
Im Langhaus und Chor

## Ausstattung

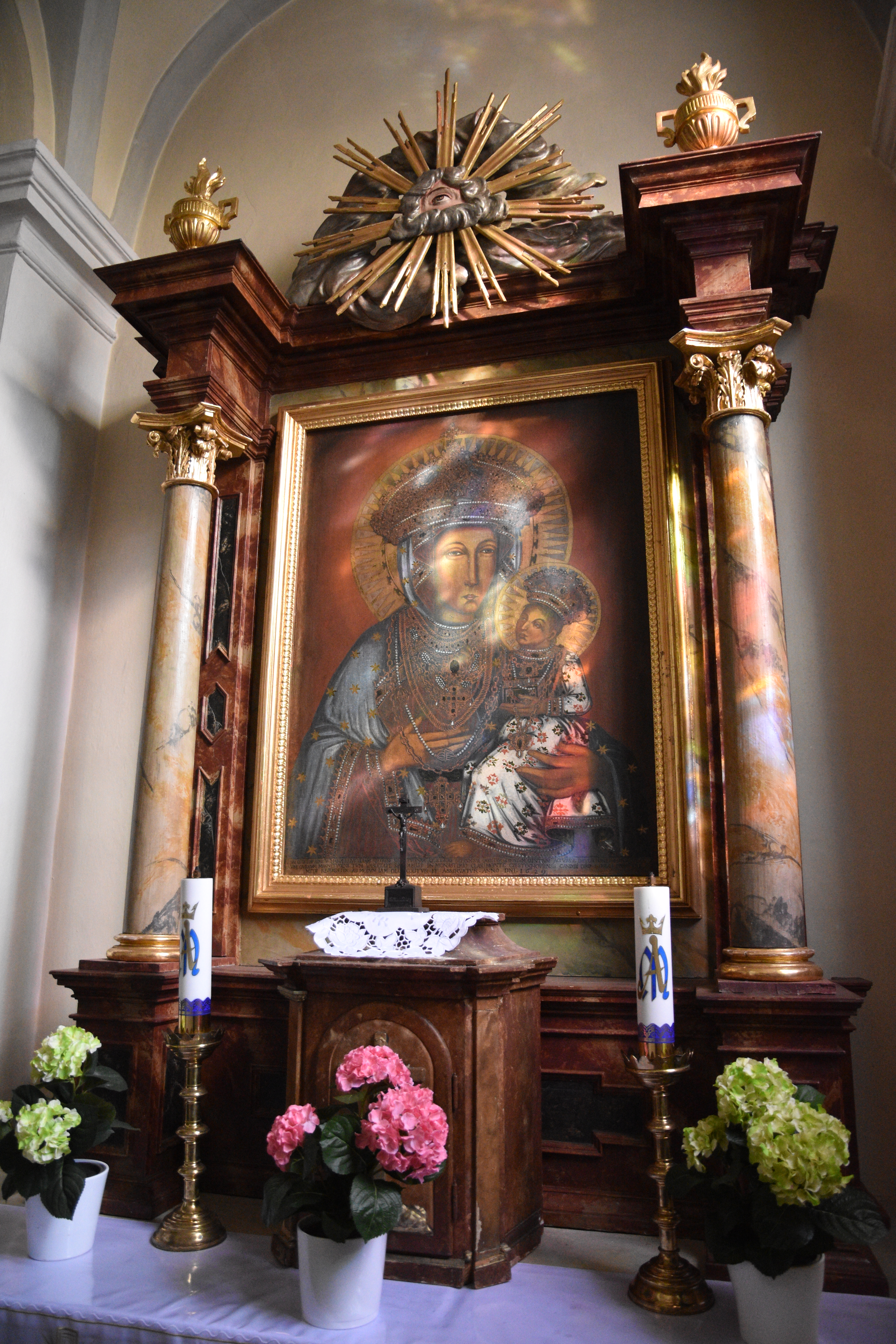
Mariä-Himmelfahrt-Kirche Unterfrauenhaid, Schwarze Madonna

Der Hochaltar hat einen freistehenden Tabernakel mit einem Gnadenbild der Hl. Maria nach dem Vorbild der Schwarzen Madonna von Czenstochau mit der Jahresangabe 1629. Die Kanzel aus dem Jahr 1760 mit Rokokodekor trägt auf dem Schalldeckel die drei weiblichen Allegorien der christlichen Kardinaltugenden ‚Glaube‘, ‚Liebe‘ und ‚Hoffnung‘. Der Taufstein mit Engelkopfreliefs an der Schale stammt aus dem 17. Jahrhundert. In der linken Seitenkapelle befindet sich ein Ölbild mit der Darstellung der ‚Himmelfahrt Mariens‘ vom Maler Franz Sigrist aus dem Jahre 1800. Darüber hinaus existiert eine Glocke von Hanns Dinckhelmaier aus Wien aus dem Jahre 1592, die heute jedoch Teil der Sammlung Pfundner in Wien ist. Die Orgel aus 1839 mit 8 Registern wurde von Philipp König gebaut.

## Friedhof
Die Kirche ist von einem Friedhof umgeben, dessen Wehrmauer Schießscharten in Schlüssellochform zeigt. Hier finden sich auch eine Gedenktafel zur Taufe von Franz Liszt im Jahre 1811 und ein Friedhofskreuz mit Pietà aus Stein aus dem 19. Jahrhundert.